# Izunonychus ohruii
Izunonychus ohruii is een hooiwagen uit de familie Paranonychidae.